# YUKIRIN
YUKIRIN（ユキリン）は、日本の美容・香水ジャーナリスト、著作家、コンサルタント。日本で唯一の香水ジャーナリストでもあり、香水・フレグランス分野を中心に香粧品に関して、執筆や記事監修、製品ディレクションを行っている。

## 人物・略歴
2003年に立ち上げた美容ブログ「Fablog」が月間30万PVとなり、ブログランキング1位を記録。2007年に、ハースト婦人画報社「25ans」のウェブにて、ベストコスメブログ大賞 総合優勝を獲得。2013年にブロガーからプロへ転向し、現在の肩書で活動するようになった。
現在は、集英社のオンラインメディアOurAgeでコラム連載を持つ他、これまでアットコスメやWWD、FASHION SNAP、マイナビ、LIPSなど複数のオンラインメディアで美容コラムの連載や、記事の専門家監修を行っている。
美容商材やフレグランスに関し、ブランディング、ディレクション、コピーライティング、プロモーション、マーケティングと幅広い分野のコンサルタントでもある。香りのディレクションを担当した、美容室専売ブランドであるナチュラルケアシリーズ「Moii」(ルベル)がヒットを記録。有名百貨店を中心に、多数の美容イベントへゲスト出演の経験を持ち、自身もイベントを30本以上主宰している。
2020年、チャリティとして香水写真集「魔法の香り手帖」を制作。6月にフレグランス(香水)に特化した、フレグランス専門インスタライブをスタートし、5年以上毎月配信を継続している。2021年9月、東京都中央区銀座にある複合商業施設「GINZA SIX」にて、期間限定POP UP STORE「GBSstore」をプロデュースすることを発表し、2021年9月16日から29日までの2週間、店舗をオープンさせた。「GBSstore」に関して、複数のメディアにて報じられた。
2022年3月、大阪・梅田ラテラル主催イベント「美容ジャーナリスト・YUKIRINさんと美容のお話」が開催された。4月には、主宰イベント「GREEN BEAUTY SESSION」の第六回目をオンラインにて開催。GREEN BEAUTY SESSION公式youtubeチャンネルを開設。7月1日より、ann fragranceとのコラボレーションにより、香りを監修したファブリックミスト「thé errant」を限定発売し完売。7月23日にトークショー「資産になる美容セミナー」を開催し、チケット完売。10月よりWWDにて香水に関するコラムの連載が開始し、Yahoo!ニュースなどにも転載されている。エルメスでの功績が有名な世界的調香師であるジャン＝クロード・エレナのインタビューを手掛け、WWDにて記事が公開された。同月、FASHION SNAPにて香水の連載「WEAR PERFUME」が開始した。10月24日発売のWWD誌面では、2022年度の日本の香水市場について総括を寄稿した。
2023年4月に、フランスのフレグランスブランド「ドルセー」の新作香水発売を記念した公式インスタライブに出演。香水の専門家として、イタリアのフレグランスブランド「レルボラリオ」に関する香りのパーソナルカウンセリングを、有楽町マルイ、ジェイアール名古屋タカシマヤにて実施。8月にスターツ出版のウェブメディア「オズモール」のイベントに、フレグランスブースを出展。10月に、伊勢丹新宿店主催の香水イベント「サロン ド パルファン 2023」にて、寄稿や店頭販売サポートを行った。12月に伊勢丹新宿店本館6階アートギャラリーにて、香水とアートのコラボレーション展示を実施。
2024年1月～9月にかけて、三越伊勢丹主宰のコミュニティ「Parfun」にて、セミナー登壇は10本を超えた。3月、伊勢丹新宿店にて香水パーソナルカウンセリングを担当。4月には、フレグランスブランド「リナーリ」の店舗にて、香水パーソナルカウンセリングを担当した。10月に三越伊勢丹化粧品メディア「Meeco Magazine(現ISETAN BEAUTY)」にて、記事「シーン別に香りを選ぶ。香水のプロが教える大人の香りのたしなみ方。」を寄稿。同月、伊勢丹新宿店主催のイベント「サロン ド パルファン 2024」にて、香水パーソナルカウンセリングを担当。同月、「サロンド パルファン 2024 トークショー＜メゾンフレグランスクリエイター達による世界のリアルな香水コミュニティトーク＞」にて司会を担当。同月ウェブマガジン「CheRish Brun.」主催イベント「パートナーと一緒にはじめるハウトシールド」に出演。11月に、名古屋のタカシマヤ ゲートモールにて、香水の催事「TGM fragrance studio」の現場より生配信に出演。同月、ジェイアール京都伊勢丹主催の「サロン ド パルファン 2024」にて、ブランドをまたいだ香水パーソナルカウンセリングを担当。同月、英国発のビューティブランド「LUSH」の新作香水プロモーションにあわせた、公式インスタライブに出演。12月に伊勢丹新宿店本館6階アートギャラリーにて、香水とアートのコラボレーション展示を実施。
2025年1月、香りを中心としたウェブメディア「Perfume ＆ You」を立ち上げ、編集長に就任。3月、伊勢丹新宿店にて香水パーソナルカウンセリングを担当。4月、ウェブマガジン「CheRish Brun.」主催イベントに出演。5月、大丸神戸店にて開催された香水イベント「カレ・ド・パルファム」にて、香水パーソナルカウンセリングを担当。6月には世界的調香師であるジャン＝クロード・エレナの単独インタビューを再び敢行した。
| 年     | 媒体                                       | タイトル                                                                                 | 備考     |
| ------ | ------------------------------------------ | ---------------------------------------------------------------------------------------- | -------- |
| 2011年 | bea’s up×ヤプログ！                        | キレイ探検隊プラス 教えてユキリン！                                                      | 現在終了 |
| 2013年 | ライフスタイルウェブマガジン CheRish Brun. | ユキリンの自然美ガイド                                                                   | 現在終了 |
| 2014年 | ライフスタイルウェブマガジン CheRish Brun. | 魔法の香り手帖                                                                           | (～現在) |
| 2015年 | アットコスメ                               | Beauty Specialist                                                                        | 現在終了 |
| 2019年 | ウェブメディア 朝時間.jｐ                  | プチプラで始める朝のナチュラルコスメ美容                                                 | 現在終了 |
| 2019年 | ウェブメディア マイナビ                    | おすすめナビ                                                                             | 現在終了 |
| 2020年 | 集英社 OurAge                              | ナチュラル美容ニュース                                                                   | (～現在) |
| 2020年 | みんなのランキング                         | 専門家・著名人によるランキング                                                           | 現在終了 |
| 2021年 | BÉLAIR LAB(ベレアラボ) ※ロート製薬株式会社 | 香りと感性の研究所～オウンドメディア                                                     | 現在終了 |
| 2022年 | WWD                                        | 香水ジャーナリスト連載Vol.1～日本初上陸ブランドなど今注目のメゾン＆ニッチフレグランス4選 | 現在終了 |
|        | WWD                                        | 香水ジャーナリスト連載Vol.2～フレグランスのトレンド“紅茶の香り”が人気になるまで          | 現在終了 |
|        | FASHION SNAP                               | WEAR PERFUME～今が旬！モードに纏える金木犀のフレグランスを紹介                           | 現在終了 |

## 記事監修・寄稿
| 年     | 媒体・ブランド                            | 内容                                                                                           | 備考           |
| ------ | ----------------------------------------- | ---------------------------------------------------------------------------------------------- | -------------- |
| 2005年 | 宙出版                                    | 書籍「女子力ブログ」                                                                           | 寄稿           |
| 2010年 | ルネフルトレール                          | 季刊冊子「メルシールネ」                                                                       | 寄稿           |
| 2013年 | オーガニックコスメブランド "琉白"         | 「特別企画 香りのストーリー」                                                                  | 寄稿           |
| 2013年 | オーガニックコスメブランド "ローズドビオ" | 美容専門家コメント「美容家たちの声」                                                           | 寄稿           |
| 2017年 | KADOKAWA                                  | 「Tokyo Walker」(創刊1,000記念号)フレグランス特集記事                                          | 監修           |
| 2017年 | 流行発信社                                | 「Cheek」(1月号) ナチュラルコスメギフト                                                        | 監修           |
| 2017年 | BAB出版                                   | 書籍「お客様分析とセラピスト分析でリピート率80%超！」                                          | 寄稿           |
| 2017年 | オーガニックコスメブランド "ヴェリマ"     | 美容専門家コメント「私とヴェリマとの出会い」                                                   | 寄稿           |
| 2018年 | ボルボ・カー・ジャパン                    | 「VOLVO DAY」スウェーデンの香り特集                                                            | 監修           |
| 2018年 | P&G                                       | 「レノアハピネス」「アロマジュエル」シーンストーリー                                           | コピー提供     |
| 2018年 | オーガニックコスメブランド "琉白"         | SNS広告用写真                                                                                  | 撮りおろし提供 |
| 2018年 | フレグランスブランド "YOU FIRST"          | 製品ストーリー、香りのコラム                                                                   | 寄稿           |
| 2018年 | オーガニックコスメブランド "琉白"         | 「肌育コラム」                                                                                 | 寄稿           |
| 2020年 | マイナビ「おすすめナビ」                  | 【美女感アップ】ローズ香水のおすすめ12選｜本物みたいなバラの香り！                             | 監修           |
|        | マイナビ「おすすめナビ」                  | ランバンレディース香水おすすめ9選                                                              | 監修           |
|        | FabGearYkn                                | チャリティ企画 香水写真集「魔法の香り手帖」                                                    | 発起人・監修   |
| 2022年 | ウェブマガジンCheRish brun.               | まだ知らない北海道の魅力を探しに行こう！～小樽前編～ ＜大人女子旅シリーズ＞                    | 寄稿           |
|        | ウェブマガジンCheRish brun.               | まだ知らない北海道の魅力を探しに行こう！～小樽後編～ ＜大人女子旅シリーズ＞                    | 寄稿           |
| 2023年 | 三越伊勢丹「ISETAN BEAUTY」               | 【マニア必見！】香りの祭典「サロン ド パルファン」コラボレーション企画をピックアップ【2023年】 | 寄稿           |
| 2024年 | 三越伊勢丹「ISETAN BEAUTY」               | 【サロン ド パルファン 2024】シーン別に香りを選ぶ。香水のプロが教える大人の香りのたしなみ方。  | 寄稿           |

## 製品ディレクション
| 年     | メーカー                         | ブランド                    | 内容               | 備考                                                                                                |
| ------ | -------------------------------- | --------------------------- | ------------------ | --------------------------------------------------------------------------------------------------- |
| 2017年 | ルベル(タカラベルモント株式会社) | ナチュラルケアシリーズ Moii | 香りディレクション | 「モイ バーム ウォークインフォレスト」「モイ オイル レディ アブソリュート」                         |
| 2018年 | ルベル(タカラベルモント株式会社) | ナチュラルケアシリーズ Moii | 香りディレクション | 「モイ クリーム グローリー ゼア」                                                                   |
| 2019年 | ルベル(タカラベルモント株式会社) | ナチュラルケアシリーズ Moii | 香りディレクション | 「モイ ウォーター ジェントルドーン」「モイ ミスト エラスティックモード」 「モイ コンク モアヌード」 |
| 2022年 | 株式会社ann fragrance            | ann fragrance               | 香り監修           | ファブリックミスト「thé errant」                                                                    |

## 審査員
| 年     | 主催                           | 内容                           | 備考                     |
| ------ | ------------------------------ | ------------------------------ | ------------------------ |
| 2014年 | 日本フレグランス協会           | 第五回「日本フレグランス大賞」 | エキスパート審査員       |
|        | 日本アロマコーディネーター協会 | 「創作フレグランスコンテスト」 | エキスパート審査員       |
| 2015年 | 日本フレグランス協会           | 第六回「日本フレグランス大賞」 | エキスパート審査員       |
| 2016年 | 日本フレグランス協会           | 第七回「日本フレグランス大賞」 | エキスパート審査員       |
|        | スパ＆ウェルネスジャパン       | 「スパクリスタルアワード」     | プロフェッショナル審査員 |
| 2017年 | 日本フレグランス協会           | 第八回「日本フレグランス大賞」 | エキスパート審査員       |
|        | スパ＆ウェルネスジャパン       | 「スパクリスタルアワード」     | プロフェッショナル審査員 |
| 2018年 | スパ＆ウェルネスジャパン       | 「スパクリスタルアワード」     | プロフェッショナル審査員 |
| 2019年 | 伊勢丹新宿店                   | 「ISETAN SALON de PARFUM」     | 審査員                   |
| 2020年 | スパ＆ウェルネスジャパン       | 「スパクリスタルアワード」     | プロフェッショナル審査員 |
| 2021年 | スパ＆ウェルネスジャパン       | 「スパクリスタルアワード」     | プロフェッショナル審査員 |

## イベント出演・イベントディレクション・キュレーター
| 年     | 主催者                     | 会場                                           | 内容 | 備考                             |
| ------ | -------------------------- | ---------------------------------------------- | --- | -------------------------------- |
| 2015年 | ウェブマガジン「CheRish」  | 株式会社ネットランドジャパン社屋内             | 沖縄のオーガニックコスメ琉白お試し会開催！                                                                          | ディレクション・トークショー出演 |
|        | ウェブマガジン「CheRish」  | 株式会社ネットランドジャパン社屋内             | 沖縄のオーガニックコスメ琉白 第2回お試し会開催！                                                                    | ディレクション・トークショー出演 |
|        | ウェブマガジン「CheRish」  | LILAC by stytice                               | スイスのナチュラルコスメ ウェルネスブランドnahrinお試し会開催                                                       | ディレクション・トークショー出演 |
|        | ウェブマガジン「CheRish」  | MIZU Cafe                                      | 北欧のおしゃれで実力派スムージーfrooshテイスティング会                                                              | ディレクション・トークショー出演 |
| 2016年 | ウェブマガジン「CheRish」  | 株式会社グローバルプロダクトプランニング社屋内 | サベ マソンの夕べ～あなただけのフレグランスストーリー～                                                             | ゲスト講師                       |
|        | ウェブマガジン「CheRish」  | イミュ株式会社社屋内                           | OPERA with CheRish 特別企画 「毎日を彩るBag in Rouge」                                                              | ディレクション・トークショー出演 |
|        | ウェブマガジン「CheRish」  | カフェKNETEN                                   | 日差しを楽しもう！〜RUHAKUビューティーモーニング〜                                                                  | トークショー出演                 |
|        | ウェブマガジン「CheRish」  | 非公開                                         | Let’s MY HONYE Party!!                                                                                              | トークショー出演                 |
|        | ウェブマガジン「CheRish」  | WAG, Inc.社屋内                                | サンドリーヌ＆ジョーの夕べ〜あなただけのフレグランスストーリー〜                                                    | ゲスト講師                       |
| 2017年 | 伊勢丹新宿店               | 伊勢丹新宿店本館地下2F=ビューティアポセカリー  | 「Kadalys(カダリス)」創設者来日トークショー                                                                         | トークショー出演                 |
|        | BAB出版                    | HMV&BOOK SHIBUYA                               | 西村麻里「お客様分析とセラピスト分析でリピート率80%超! 」 書籍出版トークショー                                      | ディレクション・トークショー出演 |
|        | GREEN BEAUTY SESSION事務局 | LIB SPACE                                      | 名古屋発ナチュラルビューティーイベント 「GREEN BEAUTY SESSION Vol.1」                                               | 主催・トークショー出演           |
|        | ウェブマガジン「CheRish」  | 非公開                                         | アコルデ×CheRish 恋する瞳の大人女子会 with 撮影女子会                                                               | ゲスト講師                       |
|        | ウェブマガジン「CheRish」  | 表参道bamboo                                   | バナナで楽しく歳を重ねよう〜Kadalysでウェルエイジング〜                                                             | ディレクション・トークショー出演 |
| 2018年 | ハウス・オブ・ローゼ       | ANAインターコンチネンタルホテル                | 英国王室御用達フレグランスブランド「フローリス」新製品発表会                                                        | ディレクション・トークショー出演 |
|        | GREEN BEAUTY SESSION事務局 | LIB SPACE                                      | 名古屋発ナチュラルビューティーイベント 「GREEN BEAUTY SESSION Vol.2」                                               | 主催・トークショー               |
|        | 伊勢丹新宿店               | 伊勢丹新宿店本館地下2F=ビューティアポセカリー  | 「カウシェッド」ポップアップイベントトークショー                                                                    | 対談ゲスト                       |
|        | 東武百貨店池袋本店         | 東武百貨店池袋本店催事場                       | ナチュラルオーガニック催事                                                                                          | トークショー出演                 |
| 2019年 | GREEN BEAUTY SESSION事務局 | LIB SPACE                                      | 名古屋発ナチュラルビューティーイベント 「GREEN BEAUTY SESSION Vol.3」                                               | 主催・トークショー               |
|        | ラ・コゼット・パフュメ     | 日仏会館                                       | フレグランスイベント「ラ コゼット パフュメ」                                                                        | ゲスト講師                       |
|        | GREEN BEAUTY SESSION事務局 | LIB SPACE                                      | 名古屋発ナチュラルビューティーイベント 「GREEN BEAUTY SESSION Vol.4」                                               | 主催・トークショー               |
| 2020年 | GREEN BEAUTY SESSION事務局 | IMON SPACE(旧：コモンラフ)                     | 名古屋発ナチュラルビューティーイベント 「GREEN BEAUTY SESSION Vol.5」                                               | 主催・トークショー出演           |
|        | Hiroko.K                   | 小田急百貨店新宿店                             | 香りのパーソナルコンサルテーション                                                                                  | カウンセリング                   |
| 2021年 | GBSstore                   | SIXIEME GINZA(GINZA SIX2F)                     | ナチュラル＆オーガニック美容のPOP UP STORE (9月16日～29日までの期間限定ストア)                                      | プロデュース キュレーター        |
| 2022年 | 梅田ラテラル               | ツイキャス                                     | オンライントークライブ「美容ジャーナリストYUKIRINさんと美容のお話」                                                 | トークショー出演                 |
|        | GREEN BEAUTY SESSION事務局 | GREEN BEAUTY SESSION 公式youtubeチャンネル     | ナチュラルビューティーイベント 「GREEN BEAUTY SESSION Vol.6」                                                       | 主催・トークショー出演           |
|        | サンクチュアリ出版         | サンクチュアリ出版                             | 「資産になる美容セミナー」                                                                                          | ディレクション・トークショー出演 |
| 2023年 | レルボラリオ               | 有楽町マルイ                                   | 香りのパーソナルカウンセリング                                                                                      | カウンセリング                   |
| 2024年 | 三越伊勢丹                 | 三越伊勢丹                                     | 三越伊勢丹コミュニティ「Parfun」 ブランドワークショップ(1～9月にて10本)                                             | トークセミナー出演               |
|        | 三越伊勢丹                 | 伊勢丹新宿店                                   | 香りのパーソナルカウンセリング(3月)                                                                                 | カウンセリング                   |
|        | 株式会社ブルジョン         | LINARI                                         | 「LINARI」「CIRO」香りのパーソナルカウンセリング                                                                    | カウンセリング                   |
|        | 三越伊勢丹                 | 伊勢丹新宿店                                   | 香りのパーソナルカウンセリング(10月)                                                                                | カウンセリング                   |
|        | 三越伊勢丹                 | 伊勢丹新宿店                                   | サロンド パルファン 2024 トークショー＜メゾンフレグランスクリエイター達による世界のリアルな香水コミュニティトーク＞ | トークショー出演                 |

## ラジオ出演
| 年     | 局                 | 番組名                                    | 備考   |
| ------ | ------------------ | ----------------------------------------- | ------ |
| 2016年 | かわさきFM         | 「べっぴんラジオ～コスメティックカフェ～  | ゲスト |
| 2020年 | レインボータウンFM | 「Weekend Fun! －Nathalie's Beauty Talk」 | ゲスト |
| 2022年 | ZIP-FM             | 「SUPER CAST」                            | ゲスト |
| 2023年 | ZIP-FM             | 「SUPER CAST」                            | ゲスト |